# روعة الكاتب
روعة الكاتب ممثلة مصرية (اسمها الحقيقي: رانيا كمال) من مواليد 5 مارس 1960. بدأت مشوارها الفني في الدراما التلفزيونية «وهان عليك الحب» للمخرجة علوية زكي، ثم المسلسل التلفزيوني «الضباب» للمخرج فايز حجاب عام 1977، ثم انتقلت للعمل في السينما عام 1980 في فيلم المخرج محمد عبد العزيز «رجل فقد عقله».
تميزت روعة الكاتب بجمال وانوثة طاغية، ومع هذا لم تدخل في تمثيل أدوار الإغراء التي كانت سائدة في هذه الفترة والتي ضمت العديد من النجمات مثل: سهير رمزي وميرفت أمين. قالت روعة الكاتب في حوار عام 1986: «هناك أيدي خفية تحاربني خاصة في التلفزيون»، حيث أنها اشتكت من سحب الأدوار التلفزيونية منها أحياناً قبل بدء التصوير بساعات.
قدمت «روعة» آخر أعمالها من خلال فيلم «الجدعان الثلاثة» للمخرج رشاد عبد الغني عام 1988 مع الفنان سمير غانم وحسين الشربيني، وفاتن فريد.
اتهمت «روعة الكاتب» عام 1988 في قضية دعارة، وتم القبض عليها، وحكم عليها بالسجن ثم هربت قبل التنفيذ.

## أبرز أعمالها

### أفلام
| - الجدعان الثلاثة:1988 سامية - شباب لكل الأجيال:1988 جيجي - الاتهام:1987 - عبقري على ورقة دمغة:1987 | - عودة الماضي:1987 سهير - الناس الغلابة:1986 وردة-شقيقة سيد - المطارد:1985 مهلبية - صديقي الوفي:1984 | - أسوار المدابغ:1983 مديحة - المتشردان:1983 لواحظ - أبو البنات:1980 صفاء - رجل فقد عقله:1980 كاميليا |

### مسلسلات
- البحث عن الضحية:1983 سناء
- خط عرض 43:1983
- عاشت مرتين:1982
- أيام العذاب:1979 كاميليا
- حصاد العمر:1978
- الضباب:1977
- خط عرض 43 1979

### أخرى
- صحن زلاطة:1986
- فطوطة (الشخصيات):1982 ضيفة شرف
- وهان عليك الحب:0

## وصلات خارجية
- روعة الكاتب على موقع السلطة
- روعة الكاتب على موقع الموجز
- روعة الكاتب على موقع السينما
- روعة الكاتب على موقع دهليز
- روعة الكاتب على موقع أقباط متحدون
- روعة الكاتب على موقع IMDB
- روعة الكاتب على موقع كاروهات نسخة محفوظة 28 أكتوبر 2021 على موقع واي باك مشين.